# Григорий (Коробейников)
Епископ Григорий (в миру Геннадий Васильевич Коробейников; род. 9 октября 1948, Чёрная Речка) — архиерей Русской православной старообрядческой церкви, епископ Томский (с 2015).

## Биография
Родился 9 октября 1948 года в селе Чёрная Речка, в Камбарском районе, в 79 км от Ижевска, в многодетной крестьянской семье; был девятым, самым младшим ребёнком.
После переезда семьи в город Ижевск окончил среднюю школу, а позднее — Сарапульский техникум пищевой промышленности. После службы в рядах Советской армии вернулся в город Ижевск, где работал на заводе, являясь членом Ижевской старообрядческой общины Покрова Пресвятой Богородицы.
В 1971 году в Новосибирске был повенчан с девицей Анной Задворновой.
22 мая 1976 года архиепископом Никодимом (Латышевым) был рукоположен в сан иерея на постоянное служение в город Саратов и в июне 1976 года с женой и четырьмя детьми переехал в город Саратов. Одновременно окормлял приход в селе Пристань и посещал старообрядцев города Свердловска и Свердловской области.
В 1986 году указом архиепископа Алимпия (Гусева) был переведён на постоянное служение в Успенскую общину города Томска и в ноябре переехал в Томск.
7 апреля 1993 года на праздник Благовещения Пресвятыя Богородицы епископ Силуян (Килин) «за неустанные труды на благо Церкви» возвёл его в сан протоиерея. В разные периоды окормлял старообрядцев Новокузнецка, Кемерова, Красноярска, Кызыла, а также Забайкалья и Камчатки.
25 декабря 2014 года скончалась его супруга, в браке с которой вырастил девять детей и 28 внуков.
Прошедший 29-30 апреля 2015 года в зале заседаний Дома причта под председательством митрополита Московского и всея Руси Корнилия Совет Митрополии, обсудив вопрос о кандидатах в архиереи, постановил «Просить преосвященного епископа Силуяна совершить иноческий постриг протоиерея Геннадия Коробейникова до Освященного Собора».
14 сентября 2015 года в Успенском храме города Томска он принял от руки епископа Казанско-Вятского Евфимия (Дубинова) иноческий постриг с именем Григорий.
На Освященном соборе РПСЦ, прошедшем 21-23 октября 2015 года в Москве, общины Томского благочиния выступили с инициативой воссоздания Томской епархии и выделения из состава Новосибирской епархии самостоятельной церковно-канонической территории с кафедральным храмом в Томске; правящим архиереем они избрали священноинока Григория (Коробейникова). Священноинока Григория приглашали также на свою вдовствующую кафедру христиане Санкт-Петербургской и Тверской епархии. Приняв во внимание большую протяженность Сибирской епархии и сложность окормления территориально разрозненных приходов, а также пастырский опыт священноинока Григория, делегаты Собора сочли возможной организацию Томской епархии, в которую вошли приходы Томской и Кемеровской областей, Красноярский край, Хакасия и Тыва. Собор утвердил священноинока Григория кандидатом в архиереи на вновь основанную кафедру.
25 октября 2015 года в Покровском кафедральном соборе на Рогожском кладбище митрополит Корнилий (Титов) в сослужении архиепископа Славского Флавиана (Феди), епископа Новосибирского и всея Сибири Силуяна (Килина), епископа Донского и Кавказского Зосимы (Еремеева), епископа Кишиневского и всея Молдавии Евмения (Михеева), епископа Иркутско-Забайкальского Патермуфия (Артемихина), епископа Ярославско-Костромского Викентия (Новожилова) и епископа Казанско-Вятского Евфимия (Дубинова) рукоположил священноинока Григория в сан епископа.
31 октября 2015 года в Томске митрополит Корнилий совершил интронизацию новопоставленного епископа Григория (Коробейникова).
Прошедший 17-19 октября 2017 года освященный собор РПСЦ, «учитывая территориальные и исторические особенности», переименовал Томскую епархию в Томско-Енисейскую, в связи с чем изменился и титул епископа Григория.
1 февраля 2018 года Постановлением Совета Митрополии РПСЦ назначен настоятелем возрождаемого Черемшанского монастыря.
16 октября 2018 года решением Освященного собор РПСЦ назначен временным управляющим Дальневосточной епархией.